# Ronchetti Oszkár
Ronchetti Oszkár József (Nyitra, 1874. június 5. - 1959. március 23.) nyitrai háztulajdonos, tűzoltóparancsnok.

## Élete
Ronchetty József (1839-1904) kéményseprő, tűzoltó, városi képviselő, hegybíró és Vutczay Erzsébet (1843-1916) fia. Testvérei voltak Sándor Mihály Péter (1869-1872), Ludmilla Erzsébet Klára (1871-?), István Márton Baltazár (1880-1950) és József Antal (1884).
1889-ben önkéntes tűzoltóként balesetet szenvedett. 1890-ben tűzoltó tiszti vizsgát tett Németországban, Glückstadtban. 1895-1896-ban Budapesten képezte tovább magát, majd 1897-ben újabb vizsgát tett. 1898-ban Trencsénben volt tűzoltó-tanító. 1890-től vagy 1899-től a nyitrai egylet tagja, majd apja halála után átvette a Nyitrai Önkéntes Tűzoltóegylet vezetését, melyet majdnem 20 évig vezetett. Egy ideig a járási tűzoltóegyletet is vezette, majd országos helyettes-parancsnok lett. 1910-ben Nyitrán a Major utcában volt háza. A csehszlovák államfordulat során a csehszlovák csapatokat fogadó megbízottak között volt. Nyitra átadását követően 1918. december 20-án a második túszszedés alkalmával ő is a foglyok közé került. 1922-ben a Csehszlovák Önkéntes Tűzoltóság megalakulásakor, a szlovák egység főparancsnok-helyettese lett, s nyitrai tisztségeiről lemondva, azokat csak 1926-1932 között újította meg.
Nyitrán havonta megjelenő kéményseprő szaklapot (Ungarländisches Rauchfangkehrer Fachblatt) adott ki, melynek szerkesztő-tulajdonosa volt 1903-1904-ben. Erre a célra is külön könyvnyomdát üzemeltetett. Ezt később Risnyovszky János vette át. 1912-ben megalapította a Nyitrai Önkéntes Tűzoltóegylet labdarúgó részlegét, s a tűzoltók sportegyesületén belül sokat tett a labdarúgás elterjesztéséért Nyitrán. A család sírboltja a nyitrai öreg temetőben helyi védettséget élvez.